# Isopedella pessleri
Isopedella pessleri là một loài nhện trong họ Sparassidae.
Loài này thuộc chi Isopedella. Isopedella pessleri được Tord Tamerlan Teodor Thorell miêu tả năm 1870.